# Cudonia confusa
Cudonia confusa Bres. – gatunek grzybów należący do klasy patyczniaków (Leotiomycetes).

## Systematyka i nazewnictwo
Pozycja w klasyfikacji według Index Fungorum: Cudonia, Cudoniaceae, Rhytismatales, Leotiomycetidae, Leotiomycetes, Pezizomycotina, Ascomycota, Fungi.
Po raz pierwszy opisał go w 1892 r. Giacomo Bresàdola.

## Morfologia
Kapelusz
O średnicy 1,5-2 (3) cm, wypukły lub wklęsły, nierówny, bulwiasto-pofalowany, z podwiniętym brzegiem. Powierzchnia górna naga, w stanie wilgotnym lekko lepka, matowa, żółtobrązowa, jasnobrązowawa, beżowa, skórzasta, czerwonawa, kremowobiaława, różowawo brązowawa, czerwonawo brązowawa, czasem z ciemnoczerwono-brązowymi plamami. Powierzchnia dolna nierówna, szorstka, bliżej trzonu pomarszczona, matowa, kremowa.
Trzon
Wysokość 3–5 (8) cm, średnica około 0,2 cm, górą rozszerzony ze zmarszczkami ciągnącymi się od kapelusza, często spłaszczony i zakrzywiony, w środku pusty. Powierzchnia tej samej barwy co kapelusz lub jaśniejsza, brązowawa, różowobrązowawa, dołem ciemniejsza z bladożółtą drobnoziarnistą patyną.
Miąższ
W kapeluszu gruby i mięsisty, w trzonie cienki, włóknisty, białawy i bez zapachu.
Cechy mikroskopowe
Worki o wymiarach 105–120 × 10–12 µm. Zarodniki cylindryczne, 35–45 × 2 µm. Parafizy zwinięte na końcach.

## Występowanie i siedlisko
Stanowiska Cudonia confusa podano w Ameryce Północnej, Europie i Afryce, najliczniej w Europie. W Polsce M. A. Chmiel w 2006 r. przytoczyła cztery stanowiska. Grzyb naziemny. Występuje w lasach świerkowych na ściółce i wśród mchów. Owocniki pojawiają się od połowy lipca do połowy września, zwykle w skupiskach lub w kręgach.